# Гуигнгнм

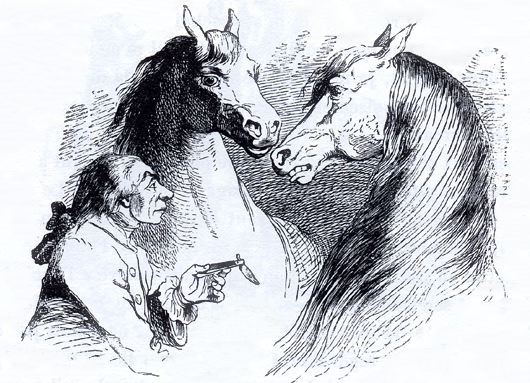
Гулливер и гуигнгнмы

Гуигнгнм (англ. houyhnhnm, [ˈhwɪnəm]) — вымышленная лошадь, обладающая разумом, сходным с человеческим. Страна гуигнгнмов описана в IV части романа Джонатана Свифта «Путешествия Гулливера». Автор пишет, что слово «гуигнгнм» на языке гуигнгнмов означает «лошадь», а по своей этимологии — «венец творения»; по мнению литературоведов, звучанием этого слова Свифт воспроизводит лошадиное ржание.
Антиподом высокоморальным гуигнгнмам в романе выступают омерзительные «еху» — человекоподобные существа, ведущие своё происхождение от случайно попавших на остров пассажиров затонувшего корабля. Еху, по замыслу Свифта, — концентрированный образ природы человека, не облагороженной духовностью. В описании страны гуигнгнмов Свифт объединяет утопию и памфлет, полемически остро утверждая свою нравственно-философскую позицию.

## Нравы гуигнгнмов

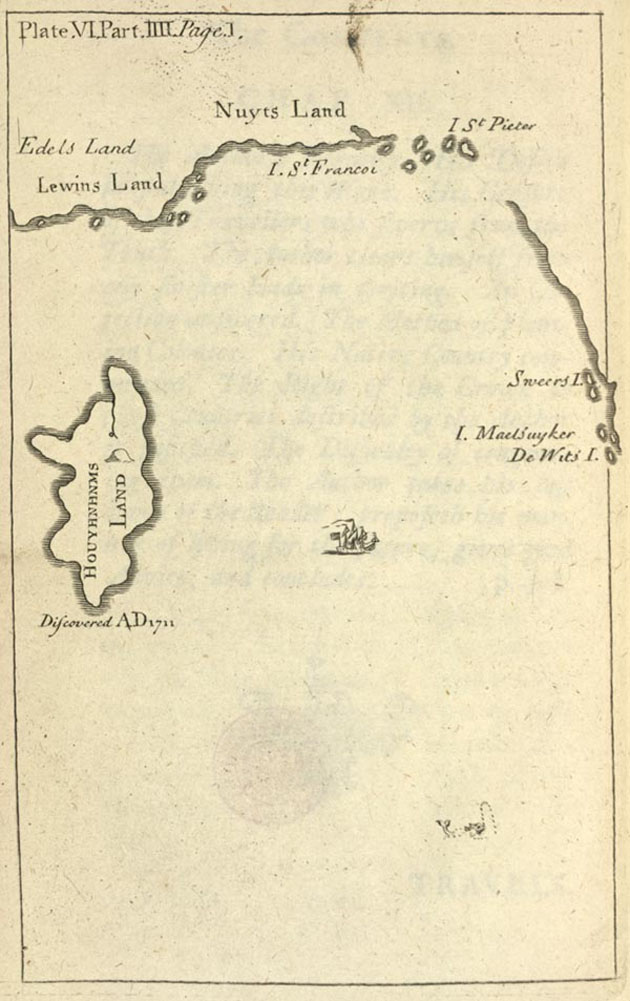
Карта страны гуигнгнмов

Гуигнгнмы — вегетарианцы, питаются овсом и молочными продуктами. Они не знают болезней, умирают без страданий. Часть гуигнгнмов, менее одарённая природой, работает слугами, но это единственное социальное неравенство в их обществе.
«Так как благородные гуигнгнмы от природы одарены общим предрасположением ко всем добродетелям и не имеют ни малейшего понятия о том, что такое зло в разумном существе, то основным правилом их жизни является совершенствование разума и полное подчинение его руководству» (глава VIII, далее все ссылки относятся к IV части тетралогии). Главные их добродетели — дружба и доброжелательность ко всем своим собратьям. «Гуигнгнмы думают, что природа учит их одинаково любить всех подобных им, и один только разум устанавливает различие между индивидуумами соответственно высоте их добродетели». Ссоры, конфликты, гнев среди гуигнгнмов не встречаются никогда, в случае разногласий они совместно ищут наиболее разумное решение. Описанные Свифтом обычаи близки к идеалам просветительской философии рационализма XVIII века.
При создании семьи и планировании потомства гуигнгнмы придерживаются строгих правил, обеспечивающих здоровье детей и предохраняющих страну от перенаселения. Развод, ревность, супружеская измена им неизвестны, в языке гуигнгнмов даже нет таких понятий. Особое внимание уделяется воспитанию детей: «Умеренность, трудолюбие, физические упражнения и опрятность суть вещи, равно обязательные для молодёжи обоего пола».
У гуигнгнмов нет книг и литературы (глава III), но «в поэзии они превосходят всех остальных смертных: меткость их сравнений, подробность и точность их описаний действительно неподражаемы». Отсутствуют наука и техника, ремесло ограничивается простейшими орудиями и домашней утварью.
Они никогда не лгут, в языке гуигнгнмов вовсе нет слов, обозначающих «ложь» и «обман». Гуигнгнм-опекун рассказчика поясняет причины этого:

Способность речи дана нам для того, чтобы понимать друг друга и получать сведения о различных предметах; но если кто-нибудь станет утверждать то, чего нет, то назначение нашей речи совершенно извращается, потому что в этом случае тот, к кому обращена речь, не может понимать своего собеседника; и он не только не получает никакого осведомления, но оказывается в состоянии худшем, чем неведение, потому что его уверяют, что белое — чёрно, а длинное — коротко. Этим и ограничивались все его понятия относительно способности лгать, в таком совершенстве известной и так широко распространенной во всех человеческих обществах.

## Сравнение людей и гуигнгнмов

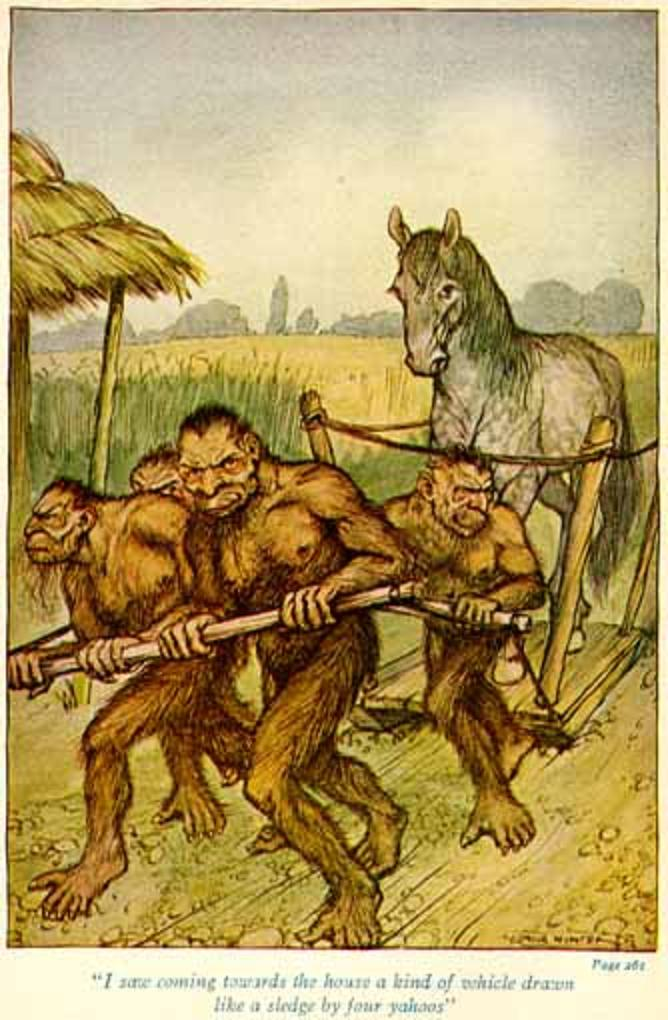
Еху в стране лошадей

По всей IV книге разбросаны сатирические замечания в адрес порочной человеческой природы и одновременно восхваление гуигнгнмов, лишённых этих пороков.
- «Ни одно животное одинаковой с нами величины не является так худо приспособленным для употребления <…> разума на службу повседневным жизненным потребностям. <…> Мы являемся особенной породой животных, наделённых благодаря какой-то непонятной <…> случайности крохотной частицей разума, каковым мы пользуемся лишь для усугубления прирождённых нам пороков и для приобретения новых, от природы нам не свойственных. Существование у нас правительства и законов, очевидно, обусловлено большим несовершенством нашего разума, а следовательно, и добродетели; ибо для управления разумным существом достаточно одного разума.»
- «Власть, правительство, война, закон, наказание и тысяча других вещей не имели соответствующих терминов на языке гуигнгнмов».
- О войнах: «Различие мнений стоило многих миллионов жизней; например, является ли тело хлебом или хлеб телом; является ли сок некоторых ягод кровью или вином; нужно ли считать свист грехом или добродетелью; что лучше: целовать кусок дерева или бросать его в огонь[4] <…> Я прибавил, что войны наши бывают наиболее ожесточёнными, кровавыми и продолжительными именно в тех случаях, когда они обусловлены различием мнений, особенно, если это различие касается вещей несущественных». Далее в беседе с опекуном высмеивается продажная законность, жадность богатых, изобилие болезней от нищеты или невоздержанности, «наглость, ложь и подкуп» как основу действий правительства и т. п.
- Об аристократии: «Слабое болезненное тело, худоба и землистый цвет лица служат верными признаками благородной крови, здоровое и крепкое сложение считается даже бесчестием для человека знатного, ибо при виде такого здоровяка все тотчас заключают, что его настоящим отцом был конюх или кучер. Недостатки физические находятся в полном соответствии с недостатками умственными и нравственными, так что люди эти представляют собой смесь хандры, тупоумия, невежества, самодурства, чувственности и спеси».

О своей жизни среди гуигнгнмов Гулливер пишет (глава X):

Я наслаждался прекрасным телесным здоровьем и полным душевным спокойствием; мне нечего было бояться предательства или непостоянства друга и обид тайного или явного врага. Мне не приходилось прибегать к подкупу, лести и сводничеству, чтобы снискать милости великих мира и их фаворитов. Мне не нужно было ограждать себя от обмана и насилия; здесь не было ни врачей, чтобы разрушить мое тело, ни юристов, чтобы разорить меня, ни доносчиков, чтобы подслушивать мои слова, или подглядывать мои действия, или возводить на меня ложные обвинения за плату; здесь не было зубоскалов, пересудчиков, клеветников, карманных воров, разбойников, взломщиков, стряпчих, сводников, шутов, игроков, политиканов, остряков, ипохондриков, скучных болтунов, спорщиков, насильников, убийц, мошенников, виртуозов; не было лидеров и членов политических партий и кружков; не было пособников порока соблазнами и примером; не было тюрем, топоров, виселиц, наказания кнутом и позорным столбом; не было обманщиков-купцов и плутов-ремесленников; не было чванства, тщеславия, притворной дружбы; не было франтов, буянов, пьяниц, проституток и венерических болезней; не было сварливых, бесстыдных, расточительных жён; не было тупых, спесивых педантов; не было назойливых, требовательных, вздорных, шумливых, крикливых, пустых, самомнящих, бранчливых сквернословов-приятелей; не было негодяев, поднявшихся из грязи благодаря своим порокам, и благородных людей, брошенных в грязь за свои добродетели; не было вельмож, скрипачей, судей и учителей танцев.